# Berkut Air
Państwowe Przedsiębiorstwo Lotnicze Berkut (Znane także jako Berkut Air) – kazachskie czarterowe linie lotnicze z siedzibą w Astanie, głównym portem jest Port lotniczy Nur-Sułtan.

## Flota
W skład floty linii wchodzi samolot Airbus A320-214 Prestige (UP-A2001) oraz Boeing 757-200ER (UP-B5701). Obie maszyny są stale czarterowane przez Rząd Kazachstanu do przewozu najważniejszych osób w państwie. Dodatkowo Berkut Air obsługują kolejne dwa samoloty użytkowane przez kazachskie władze; Airbus A330-243 (UP-A3001) oraz Airbus A321-231CJ (UP-A2101) należące do Comlux Aviation.
W poprzednich latach linie posiadały w swojej flocie samoloty typu Tu-154, Fokker 100, Jak-40, An-12 i Boeing 747.